# Winterberg
Pour les articles homonymes, voir Winterberg (homonymie).

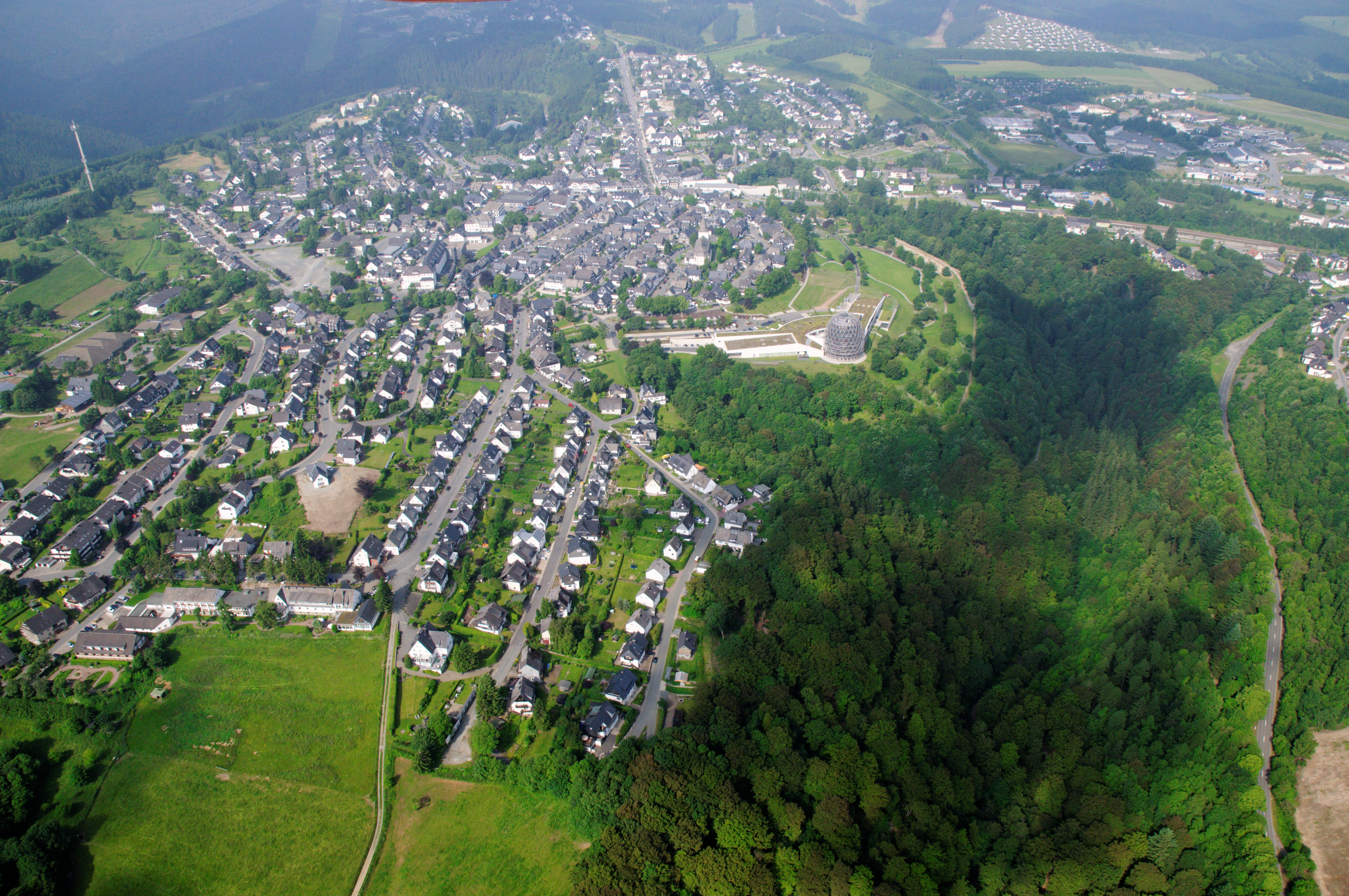
Winterberg

Winterberg est une ville de Rhénanie-du-Nord-Westphalie (Allemagne), située dans l'arrondissement du Haut-Sauerland, dans le district d'Arnsberg, dans le Landschaftsverband de Westphalie-Lippe.
Winterberg est une petite ville (13 456 habitants) de moyenne montagne dans le Sauerland, dans l’est de la Rhénanie-du-Nord-Westphalie. La ville est populaire pour les sports d’hiver (ski et compétitions de bobsleigh sur la piste de Winterberg).

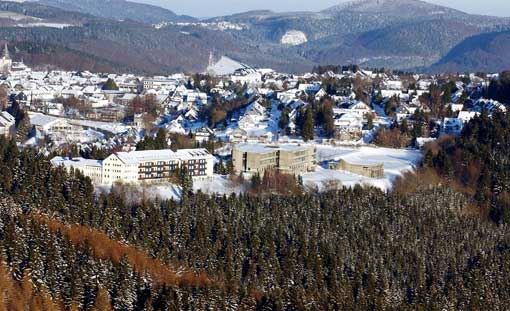
Vue de Winterberg

## Géographie
Winterberg est située au nord-est du Rothaargebirge dans le Haut-Sauerland sur le plateau Winterberger Hochfläche, à 667,9 mètres d'altitude (centre-ville), près de 80 km au sud-est de Dortmund et près de 70 km au sud-ouest de Kassel (vol d'oiseau). Elle se situe entre Olsberg au nord, Medebach à l'est, Hallenberg au sud-est et Schmallenberg à l'ouest.
La ville est située non loin de la montagne Kahler Asten (841,9 m), d'où notamment la Lenne prend sa source, mais également du Poppenberg (745,5 m) et du Bremberg (809 m), du Herrloh (732,9 m) et de la Kappe (776 m); les pentes de ces montagnes accueillent les pistes du domaine skiable Skiliftkarussell Winterberg. La ville, dont la vieille-ville est situé non loin au sud du Dumel (720,1 m), est encore située entre les montagnes un peu plus éloignées de Ruhrkopf (695,7 m) au nord, Molbecke (722,9 m), Hohe Seite (752,5 m) et Bollerberg (757,3 m), tous au sud-est.
Le point le plus bas de la ville est situé dans la vallée Negertal au nord du quartier Siedlinghausen à 414,5 m.
Une partie du chemin de randonnée Rothaarsteig passe par Winterberg.
Winterberg se situe sur la crête du Mittelgebirge, d'où une partie de la ligne de partage des eaux Rhein-Weser se situe. Une partie de cette ligne passe par Winterberg. Cela signifie par exemple que la Namenlose, qui prend sa source au nord-ouest de la ville, se jette dans la Neger puis dans la Ruhr puis dans le Rhin, tandis que la petite Helle, qui prend sa source au nord-est de la vieille-ville, se jette dans l'Orke, puis l'Eder puis la Fulda puis la Weser.

## Communes voisines
Les communes voisines sont Olsberg (près de 20 km au nord), Medebach (près de 15 km à l'est), Hallenberg (près de 15 km au sud-est) et Schmallenberg (près de 26 km à l'est). Au nord-est, Winterberg jouxte Willingen, et au sud Bad Berleburg.

## Structure de la ville
Depuis la réforme de 1975, Winterberg est composée des quartiers suivants :
| - Altastenberg - Altenfeld - Elkeringhausen - Grönebach | - Hildfeld - Hoheleye - Langewiese - Lenneplätze | - Mollseifen - Neuastenberg - Niedersfeld - Siedlinghausen | - Silbach - Winterberg - Züschen |

## Climat
L'altitude de la commune a un impact direct sur le climat. Le terrain irrégulier, un sol peu fertile et les importantes précipitations y rendent l'agriculture difficile. La période de pousse de la végétation y est limitée à 100 jours par an à l'altitude de 1 000 mètres.
En 1911, Winterberg (Altastenberg) comptait 65,8 jours de chutes de neige, alors qu'Arnsberg en comptait 38,6 et Münster 29,4 jours. Altastenberg comptait 108 jours de manteau neigeux, quant à Arnsberg 44 jours, et Münster seulement 31 jours. L'épaisseur de neige atteignait en moyenne 102 cm, contre 32 cm à Arnsberg.
En 1996, en comparaison il y eut 44 jours de chute de neige, avec un manteau neigeux qui atteignit en février l'épaisseur maximale de 59 cm. Les précipitations durèrent 161 jours, avec 992 mm - soit en dessous de la moyenne des trente dernières années (1 360 mm). La température moyenne annuelle était de 4,8 °C, contre 5,9 °C pour la moyenne des trente dernières années. La température ne dépassa jamais les 30 °C, et seulement 6 jours les 25 °C. Par contre, il gela 131 jours (température en dessous de 0 °C). Un vent de force 6 fut enregistré 25 jours (39–48 km/h). La durée d'ensoleillement fut de 1 422,3 heures (contre 1 341,0 en moyenne).

## Histoire
La ville a été fondée en 1240. Des chasses aux sorcières eurent lieu du XVIe au XVIIIe siècle, dont le nombre exact de victimes reste inconnu. Une plaque commémorative fut installée devant la mairie le 19 novembre 1993, ce qui fit alors de Winterberg la première ville d'Allemagne à réhabiliter officiellement les victimes de cette répression. La pratique du ski fut introduite au début du XXe siècle par des habitants locaux. 167 habitants de Winterberg furent tués en tant que soldats lors des combats de la deuxième guerre mondiale ou en captivité, ainsi que 16 civils.

## Jumelages
- Le Touquet (France), depuis le 24 septembre 1966;
- Rixensart (Belgique), depuis le 2 novembre 1974;
- Rijssen-Holten (Pays-Bas), depuis le 7 avril 1989;
- Oberhof, depuis le 26 avril 1990.

## Économie et infrastructure
Du fait des conditions climatiques peu favorables, la culture des terres a toujours joué un rôle secondaire. Vers 1800, les terres étaient mises en jachère six à huit ans, labourées au tout début de l'été, mises en engrais l'an suivant et plantées de pommes de terre. L'an d'après était semé du seigle. L'avoine ne rapportait que le triple de ce qui était semé, et le seigle que le quintuple.
En comparaison, l'élevage de bétail et l'exploitation forestière jouaient un rôle primordial. Le monastère de Grafschaft recevait des pâturages de Winterberg en 1307 un fermage sous forme de beurre. L'élevage de moutons était également important.
Encore en 1934, deux bergers s'occupaient de 320 bovins et 130 chèvres. Jusque dans les années 1960, un berger rassemblait les bovins des étables de la ville, pour ensuite les mener paître.
Les environs de la ville sont majoritairement boisés. L'exploitation forestière était importante, avec notamment la vente de bois de chauffage, et aussi pour le fonctionnement de forges situées dans la région. Du charbon de bois était produit dès le XVIIe siècle.
À la fin du XVIIIe siècle, des rapports d'époque évoquent la vente d'articles de quincaillerie produits à Winterberg, et ce dans toute l'Allemagne.
L'inauguration de la voie ferroviaire en 1906 et le début du développement du tourisme hivernal à la même époque, entraînent une modification profonde des conditions de vie de la population. La population s'accroit nettement. En 1934, Winterberg possède 6 hôtels, 7 auberges et 12 pensions privées. En 1967, la ville compte 20 hôtels, 12 auberges et 40 pensions privées. En 1993, Winterberg et ses communes comptent 652 établissements proposant l'hébergement. De nos jours, Winterberg est le centre de sports d'hiver le plus important du nord-ouest de l'Allemagne et le tourisme représente la source principale de revenus de la population.
Par jours bien enneigés, en 1960, la proportion de dix touristes par habitant venait à Winterberg. En 1965, le nombre de nuitées officiellement enregistrées se monte à 353 324. En 1993, le chiffre dépasse 1 million.

### Comparaison des secteurs économiques
En 1961, pour 1 698 personnes actives, 15,5 % travaillaient dans le secteur primaire, 35,1 % dans le secondaire (dont 12 % dans la construction), 14,8 % dans le commerce et les transports et 34,6 % dans le secteur des services (principalement dans le tourisme). Seuls 6 % travaillaient hors de la ville. Le secteur primaire et l'industrie étaient par conséquent nettement sous-représentés, par comparaison avec les autres communes de la région, et le secteur touristique était quant à lui nettement sur-représenté.
Une étude de 1994 montre l'évolution de la répartition des actifs selon les secteurs : plus de 50 % des actifs sont employés dans la branche du tourisme. 65 % de tous les actifs sont employés dans le secteur des services (commerce, transports, autres services), contre 47,5 % en moyenne pour le district du Hochsauerland.
Cette prépondérance de la branche du tourisme représente un risque, lorsque les conditions d'enneigement s'avèrent défavorables, les visiteurs venant alors en moindre nombre. Cette dépendance est aussi la conséquence de la disparition de plusieurs sociétés opérant dans les secteurs textile et du travail du métal.
La politique communale cherche à réduire la dépendance envers le tourisme, aux moyens de subventions économiques, notamment dans la zone artisanale ‚Remmeswiese’. Le but était d'amener les entreprises situées dans le centre-ville à venir s'implanter dans la zone périphérique et aussi d'offrir une place pour de nouvelles créations d'entreprises.

### Transports

#### Transport routier
Winterberg doit sa création en partie à sa situation à l'intersection des deux voies moyenâgeuses Cologne-Leipzig et Soest-Francfort. Actuellement[Quand ?], la Bundesstraße B 480 part de Winterberg en direction du nord jusque Olsberg via Niedersfeld. La B 236 vient de Schmallenberg et tourne à Winterbeg en direction du sud et de Züschen et Hallenberg. Immédiatement à l'ouest de la ville, une route de contournement fut construite directement sous le centre-ville, avec notamment le tunnel Herrlohtunnel (168 m) ainsi que le Waltenbergtunnel (230 m).

#### Transport ferroviaire
La ville est reliée depuis 1906 au réseau ferroviaire. En 1908, la ligne fur prolongée jusque Allendorf, laquelle ligne fut toutefois abandonnée en 1966. Désormais la ligne Bestwig–Winterberg est une ligne secondaire de la Obere Ruhrtalbahn. La Deutsche Bahn relie Winterberg par train Regional-Express RE 57, partiellement via un changement sur le trajet avec un autobus. Les liaisons sont cadencées toutes les heures depuis Hagen, et toutes les deux heures depuis Cassel. Dortmund est reliée directement six fois par jour travaillé, et douze fois les weekends. En période hivernale, des trains spéciaux sont organisés au départ de la région du Rhin et de la Ruhr. Amsterdam est désormais aussi reliée directement, du fait des nombreux touristes en provenance des Pays-Bas.

#### Transport par bus
Les bus régionaux et postaux relient la ville avec les divers quartiers de Winterberg, ainsi qu'avec les villes avoisinantes. Par exemple, chaque heure la ligne régionale S40 rejoint en 5 minutes le domaine skiable depuis la gare ferroviaire, et poursuit ensuite jusque Schmallenberg. Les bus ferroviaires relient Olsberg, Medebach, Hallenberg et Bad Berleburg.

#### Transport aérien
Les aéroports les plus proches sont Meschede-Schüren (environ 33 km de distance), Flughafen Paderborn/Lippstadt (environ 53 km), Dortmund (environ 110 km), Aéroport de Francfort / Rhein-Main et Cologne/Bonn (chacun environ 150 km).

### Media
Le quotidien le plus important à Winterberg est le Westfalenpost. Le journal gratuit Sauerlandkurier, qui possède une importante partie publicitaire locale, est distribué aux ménages deux fois par semaine. Tous les 15 jours, le journal d'information de la ville Mitteilungsblatt für die Stadt Winterberg est distribué, avec des informations concernant la ville et la municipalité.
La radio locale Radio Sauerland y émet. Un correspondant local de la radio-télévision WDR couvre depuis Winterberg la région de Winterberg et le Wittgensteiner Land.

### Installations publiques
La ville gère le foyer de jeunes „Edith-Stein-Haus“, la salle des fêtes, et exploitait jusque fin avril 2012 la piscine couverte et de plein-air. Un poste de police du Land est également présent à Winterberg.

### Formation
Le premier enseignant s'établit à Winterberg en 1648. Le serviteur de la ville devait chaque année - vers Pâques - renouveler son contrat. Pour arrondir ses fins de mois, il était également sacristain et organiste. L'école fermait parfois, lorsque ses occupations commerciales l'imposaient. La ville décida vers 1700 de mieux payer le maître d'école, afin de garantir un enseignement tout au long de l'année. Depuis la fin du XVIIIe siècle, garçons et filles ont droit à un enseignement en classes séparées, avec chacune un et une enseignant(e). Dès 1913, la Volksschule est abritée dans le bâtiment où les enfants se rendent désormais à la Hauptschule.
Depuis 1937, garçons et filles ont un enseignement en commun. En 1994, le lycée reçoit le nom de Geschwister-Scholl-Gymnasium.

## Culture et curiosités touristiques

### Édifices
- L'église Sankt-Jakobus-Kirche;
- De nombreuses anciennes maisons à colombage dans le centre historique de la ville, qui est libérée de la circulation de transit depuis que le tunnel Waltenbergtunnel est ouvert à la circulation;
- Le tremplin de saut à ski St.-Georg-Schanze;
- L'église protestante de Winterberg.

### Parcs
Le parc thermal "In der Helle" est situé au nord de la vieille ville. Il est possible d'y jouer au minigolf en été. En hiver, le parc est apprécié notamment pour la pratique de la luge, du fait de sa situation centrale par rapport à la gare ferroviaire et au centre-ville, et aussi du terrain suffisamment pentu sur la partie nord du parc.

### Curiosités naturelles

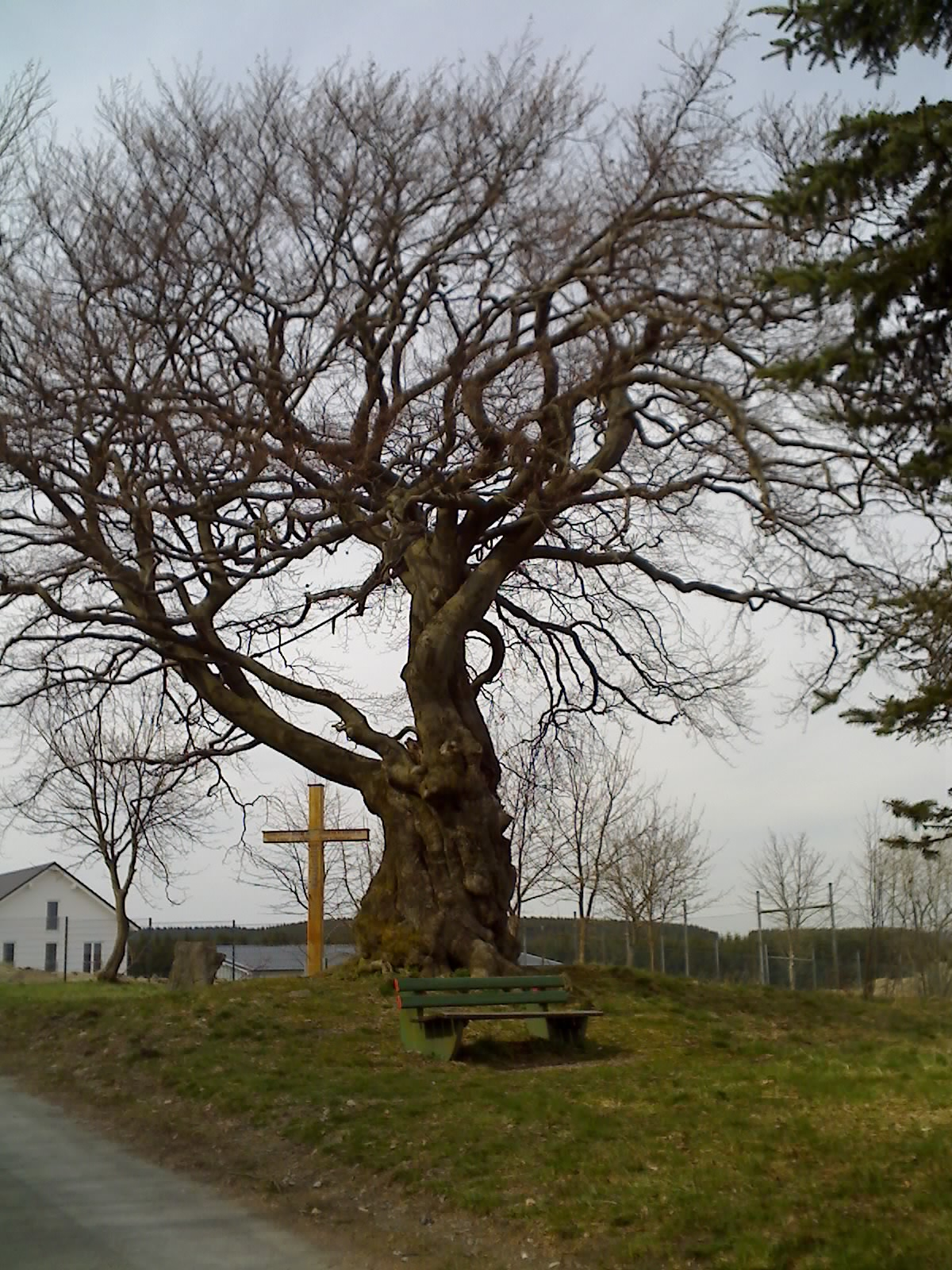
Le Rauhe Busch

L'une des montagnes les plus élevées et connues du Sauerland est située sur le territoire de la commune : le Kahler Asten. La Ruhr, l'un des plus grands fleuves d'Allemagne, prend sa source sur le territoire de la commune. Sa source est par ailleurs une destination touristique prisée. Un hêtre de près de 300 ans - le Rauhe Busch - peut être admiré à près de 20 minutes à pied du centre-ville.

### Spécialités culinaires
Les habitants de Winterberg sont réputés pour utiliser des œufs dans chacun de leurs plats, ce qui explique le fait que les habitants des communes voisines les surnomment les Äggerfriäter (« bouffeurs d’œufs »). Un des plats traditionnels est par exemple le Speck-Pfannkuchen (crêpe aux lardons). Les Œufs au vinaigre sont également appréciés.
Le Kartoffelbraten (rôti de pommes de terre) est une autre spécialité. Après la récolte en automne, les habitants se rassemblent dans les bois avoisinants près de cabanes de chasseurs équipées de foyers. Les pommes de terre fraichement cueillies sont insérées dans les cendres encore ardentes, puis retirées quelques minutes plus tard quand elles sont à point, et consommées avec leur peau avec comme accompagnement du beurre ou un mélange de crème, sel, poivre et oignons hachés.
La saucisse Knochenwurst est également une spécialité régionale.

### Sport
Le domaine skiable Skiliftkarussell Winterberg, aménagé sur le territoire de la commune, compte de nombreuses remontées mécaniques et pistes de ski alpin et de ski de fond. Le tremplin de saut à ski St.-Georg-Schanze et d'autres tremplins plus petits, ainsi que la piste de bobsleigh, luge et skeleton de Winterberg complètent l'infrastructure. Le Bikepark Winterberg (terrain aménagé pour la pratique du VTT) et la tour panoramique Panorama Erlebnis Brücke sont également partie prenante de l'offre sportive. Par contre, la patinoire fut détruite en 2010 pour faire place à un nouvel hôtel.

## Domaine skiable
Une petite station de sports d'hiver a été développée à Winterberg. Il s'agit du plus grand domaine skiable au nord de la rivière Main. Il est réparti sur 7 différentes petites montagnes. Winterberg profite de l'important bassin de population à proximité, et également de l'absence d'autre station d'envergure dans la région hormis Willingen. La station est très fréquentée notamment pendant les weekends et les vacances scolaires, ce qui peut alors mener à des files d'attente importantes aux remontées mécaniques. Cela explique aussi la taille importante des parkings, situés à plusieurs extrémités du domaine.
Près de la moitié des remontées est constituée de télésièges modernes. Le premier télésiège 8-places débrayable d'Allemagne (Sürenberg) y a été construit, avec une longueur de 450 mètres et un dénivelé de 100 mètres. Un télésiège 6-places (le Bremberg), long de 900 mètres, complète aussi l'offre. La moitié des remontées restantes est constituée de téléskis.
La piste la plus longue du domaine est la Waldschneise (1 200 m). La piste noire "Slalomhang" est - selon la communication de la station - "la piste la plus raide au nord des Alpes". La majorité des pistes sont relativement larges mais courtes, et très peu pentues. Elles offrent par ailleurs un faible dénivelé (majoritairement 100 mètres maximum). Seules deux pistes noires font exception dans un domaine de fait idéal pour les skieurs de niveau débutant.
Malgré la faible altitude du domaine, la station ferme généralement ses pistes à la mi-mars, grâce notamment à l'utilisation d'enneigeurs sur la majorité des pistes - sauf trois. La station est équipée de neuf ratracs pour le damage des pistes.
Jusqu'à 14 pistes et 8 km de pistes sont éclairés les mercredis, vendredis et samedis soir, afin de permettre la pratique du ski nocturne. Il s'agit, selon la station, du plus vaste domaine éclairé de l'ouest de l'Allemagne.
Deux remontées mécaniques sont spécialement équipées pour la pratique de la luge, et desservent deux pistes dédiées.
La station est membre du regroupement de stations de Wintersport-Arena Sauerland. À partir d'un forfait de trois jours, les stations de la région suivantes sont incluses : Willingen (16 km), Altastenberg (8 km), Postwiesen-Skigebiet Neuastenberg (6,9 km), Snow World Züschen (4 km), Bödefeld-Hunau (1,5 km) et le Sahnehang (1 km).

### Personnalités liées à la ville
- Jens Deimel (* 1972), combiné nordique, participation aux JO
- René Spies (* 1973), ancien sportif (bobsleigh), participation aux JO
- Stefan Pieper (* 1982), saut à ski et entraineur

## Divers
Cette ville a fait l'objet d'une adaptation dans le jeu Emergency 4.